# フランク・キャッスルマン
フランク・キャッスルマン（Frank Riley Castleman、1877年3月17日 - 1946年10月9日）は、アメリカ合衆国の陸上競技選手である。彼は1904年に開催されたセントルイスオリンピックに参加して、200メートルハードル走 で銀メダルを獲得した。

## 経歴
キャッスルマンは当時屈指のハードル選手として認められていた。彼は主に200メートルハードルを得意とし、セントルイスオリンピックでは、同じくアメリカ代表のハリー・ヒルマンに続いて銀メダルを獲得している。
キャッスルマンは、コロラド州で短期間陸上競技のコーチに従事した後、オハイオ州コロンバスに定住した。彼はオハイオ州立大学の体育学部の教授及び陸上競技部のコーチとなり、彼の率いるチームは1929年にNCAA主催の陸上選手権男子の部で優勝している。彼は1921年に医学博士の学位を取得した。

## オリンピックでの成績
| 年   | 大会                     | 場所                     | 種目         | 結果        | 記録  |
| ---- | ------------------------ | ------------------------ | ------------ | ----------- | ----- |
| 1904 | セントルイスオリンピック | セントルイス（アメリカ） | 60m走        | 6位         |       |
| 1904 | セントルイスオリンピック | セントルイス（アメリカ） | 100m走       | 1次予選敗退 |       |
| 1904 | セントルイスオリンピック | セントルイス（アメリカ） | 110mハードル | 4位         |       |
| 1904 | セントルイスオリンピック | セントルイス（アメリカ） | 200mハードル | 2位         | 24秒9 |